# Voyager 1

Posiciones heliocéntricas de las cinco sondas interestelares (cuadrados) y otros cuerpos (círculos) en el año 2020, con las fechas de lanzamiento y sobrevuelo. Los marcadores indican las posiciones el 1 de enero de cada año, con una marca cada cinco años.
La gráfica 1 está vista desde el polo norte de la eclíptica, a escala.
Los gráficos 2 a 4 son proyecciones de un tercer ángulo a escala del 20%.

Voyager 1 es una sonda espacial lanzada por la NASA el 5 de septiembre de 1977 como parte del programa Voyager para estudiar el Sistema solar exterior y el espacio interestelar más allá de la heliosfera del Sol. Fue lanzada 16 días después de su nave gemela, Voyager 2. Se comunica a través de la Red del Espacio Profundo (DSN) de la NASA para recibir órdenes rutinarias y transmitir datos a la Tierra. La NASA y el JPL proporcionan datos de distancia y velocidad en tiempo real. A una distancia de 167.45 UA (25.000 millones de km) de la Tierra a fecha de febrero de 2025,es el primer objeto construido por el hombre en alcanzar el espacio interestelar y actualmente es el más alejado del planeta Tierra. La sonda abandonará el sistema solar al dejar atrás la nube de Oort, la frontera más distante del sistema solar, que alcanzará dentro de unos tres siglos y abandonará en aproximadamente 30 000 años.
La sonda sobrevoló Júpiter, Saturno y Titán, la luna más grande de Saturno. La NASA tenía la posibilidad de elegir entre hacer un sobrevuelo de Plutón o de Titán; la exploración de la luna de Saturno tuvo prioridad porque se sabía que tenía una atmósfera considerable. Voyager 1 estudió el clima, los campos magnéticos y los anillos de los dos gigantes gaseosos y fue la primera sonda en proporcionar imágenes detalladas de sus lunas.
Como parte del programa Voyager y al igual que su nave hermana Voyager 2, la misión ampliada de la sonda espacial es localizar y estudiar las regiones y los límites de la heliosfera exterior y comenzar a explorar el medio interestelar. Voyager 1 cruzó la heliopausa y entró en el espacio interestelar el 25 de agosto de 2012, convirtiéndose en la primera sonda espacial en hacerlo. Dos años después, Voyager 1 comenzó a experimentar una tercera ola de eyecciones de masa coronal del Sol que continuó al menos hasta el 15 de diciembre de 2014, lo que corroboró que la sonda se encuentra en el espacio interestelar.
En 2017, el equipo de Voyager activó con éxito los propulsores de maniobra de corrección de trayectoria (TCM) por primera vez desde 1980, lo que permitió prolongar la misión en aproximadamente dos a tres años. Se espera que la misión ampliada de Voyager 1 continúe enviando datos científicos al menos hasta 2025, con una vida útil máxima que podría llegar hasta 2030. Sus generadores termoeléctricos de radioisótopos (RTG) podrían suministrar suficiente energía eléctrica para transmitir datos de ingeniería hasta 2036.

## Trasfondo de la misión

### Historia
Una propuesta de la década de 1960 para realizar un Grand Tour con el fin de estudiar los planetas exteriores condujo a la NASA a empezar a trabajar en una misión a principios de la década de 1970. La información obtenida por la nave espacial Pioneer 10 ayudó a los ingenieros a diseñar a las Voyager para que pudieran enfrentar mejor la intensa radiación alrededor de Júpiter. Aun así, poco antes del lanzamiento, se aplicaron tiras de papel aluminio de cocina a ciertos cables para mejorar el blindaje contra la radiación.
Inicialmente, la Voyager 1 fue planeada como la Mariner 11 del programa Mariner. Debido a recortes presupuestarios, la misión se redujo a un sobrevuelo de Júpiter y Saturno y se rebautizó como sondas Mariner Júpiter-Saturno. El nombre se cambió a Voyager cuando los diseños de las sondas empezaron a diferir sustancialmente de las misiones Mariner.

### Componentes de la nave

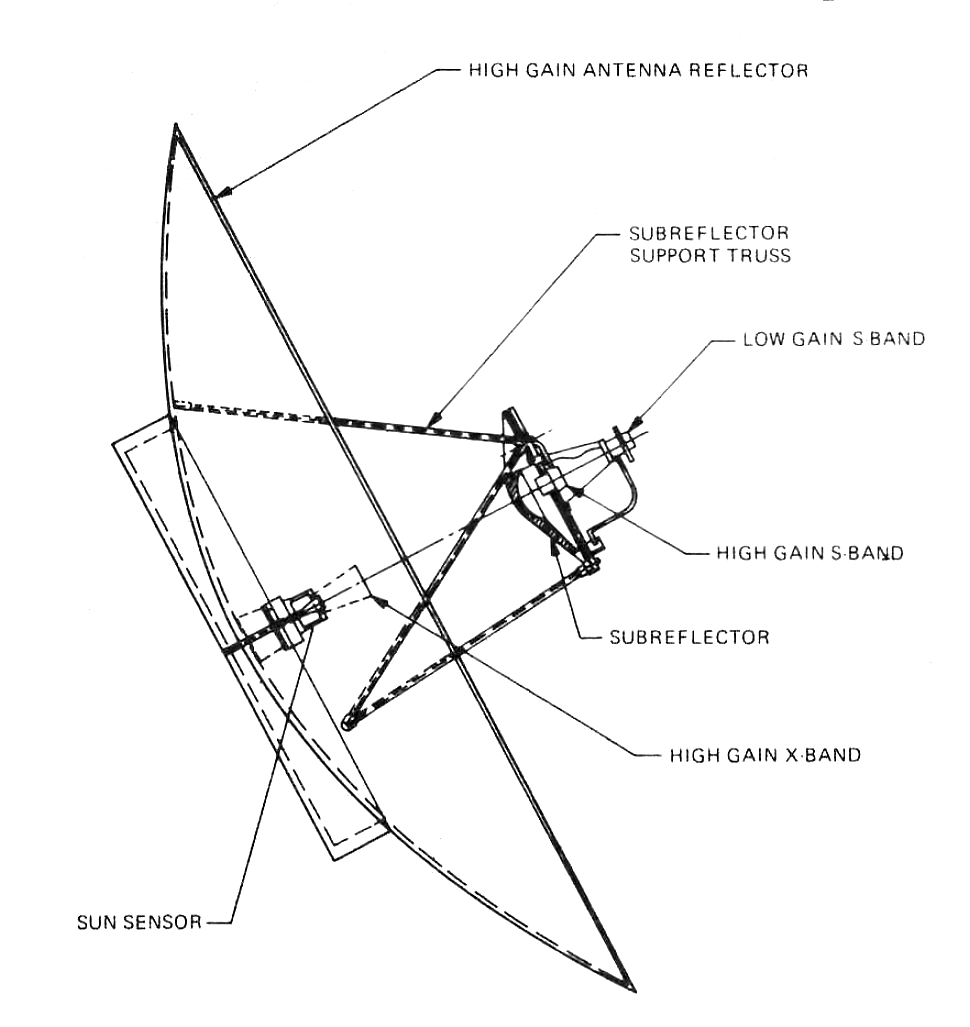
La antena parabólica de alta ganancia de 3,7 m de diámetro utilizada en la nave Voyager

La Voyager 1 fue construida por el Laboratorio de Propulsión a Reacción (JPL). Cuenta con 16 motores de hidrazina, giroscopios de estabilización de tres ejes e instrumentos de referencia para mantener la antena de radio de la sonda orientada hacia la Tierra. En conjunto, estos instrumentos forman parte del Subsistema de Control de Actitud y Articulación (AACS), junto con unidades redundantes de la mayoría de los instrumentos y ocho propulsores de reserva. La nave espacial también incluye 11 instrumentos científicos para estudiar objetos celestes tales como planetas mientras viaja por el espacio.

#### Sistema de comunicación
El sistema de radiocomunicación de la Voyager 1 fue diseñado para ser utilizado dentro y fuera de los límites del Sistema Solar. Dispone de una Antena Cassegrain de 3,7 metros (12 pies) de diámetro y de alta ganancia para enviar y recibir ondas de radio a través de las tres estaciones de la Red de Espacio Profundo en la Tierra. Normalmente, la nave transmite datos a la Tierra a través del canal 18 de la Red de Espacio Profundo, utilizando una frecuencia de 2,3 GHz u 8,4 GHz, mientras que las señales de la Tierra a la Voyager se transmiten a 2,1 GHz.
Cuando la Voyager 1 no puede comunicarse con la Tierra, su grabadora digital (DTR) puede registrar unos 67 kilobytes de datos para su posterior transmisión. Desde el 2023, las señales de la Voyager 1 tardan más de 22 horas en llegar a la Tierra.

#### Suministro energético
Voyager 1 tiene tres generadores termoeléctricos de radioisótopos (RTG) montados en un brazo. Cada MHW-RTG contiene 24 esferas prensadas de óxido de plutonio-238. Los RTG generaban unos 470 W de energía eléctrica en el momento del lanzamiento, mientras que el resto se disipaba en forma de calor residual. La potencia de los RTG disminuye con el tiempo debido a la semivida de 87.7 años del combustible y a la degradación de los termopares, pero podrán seguir manteniendo algunas de sus operaciones al menos hasta 2025.

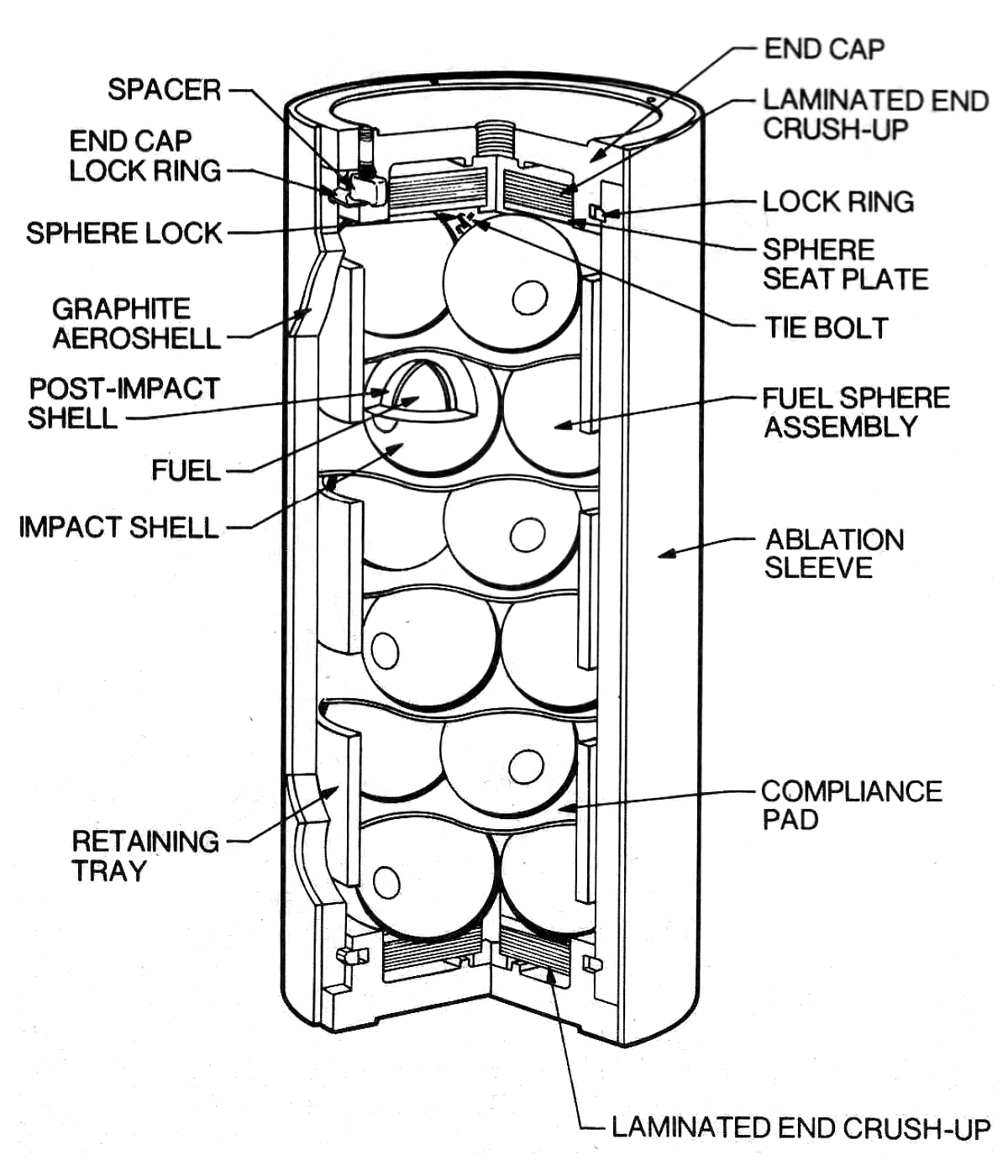
Diagrama del contenedor de combustible RTG, mostrando las esferas de óxido de plutonio-238.
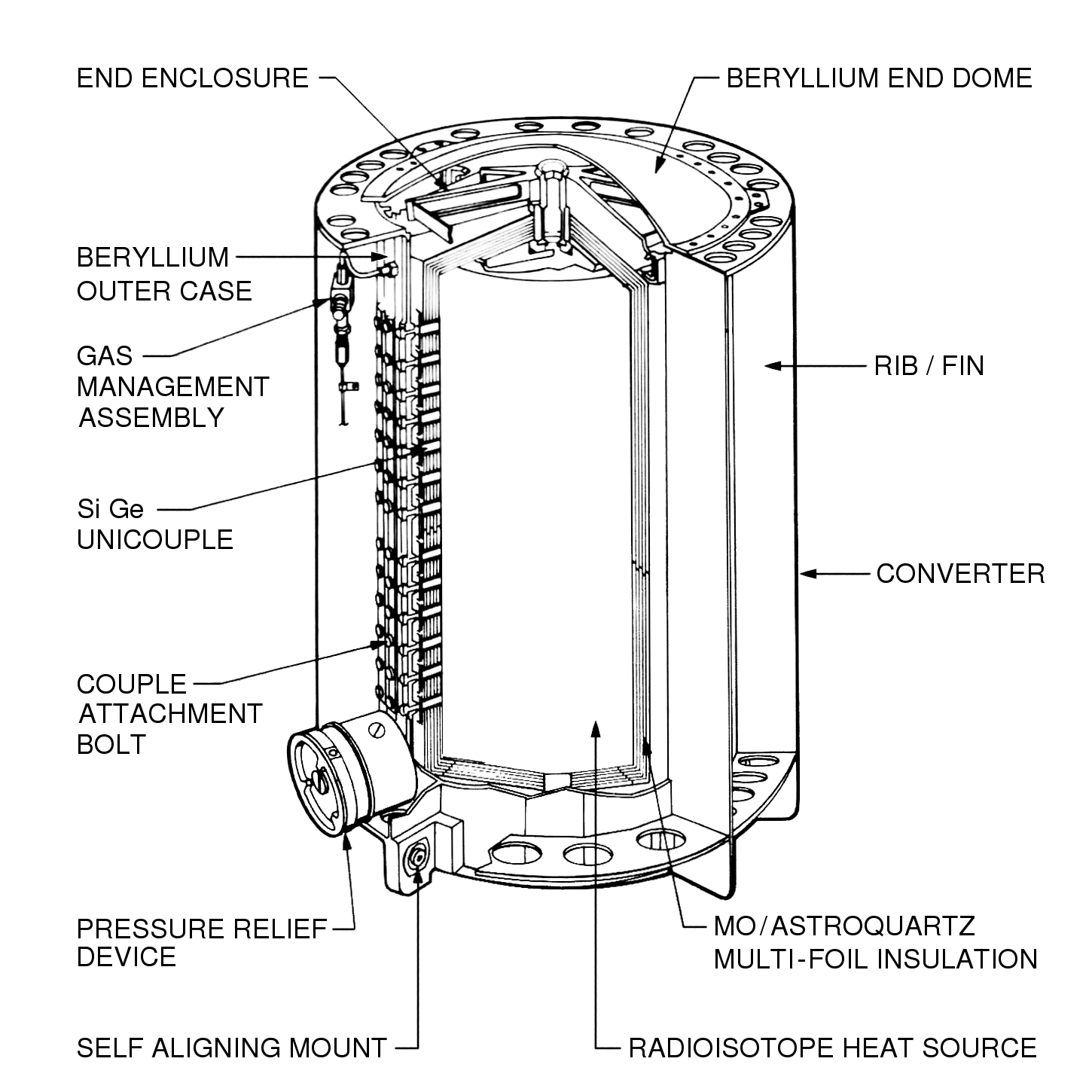
Esquema de la estructura del RTG, con los termopares de silicio-germanio productores de energía.
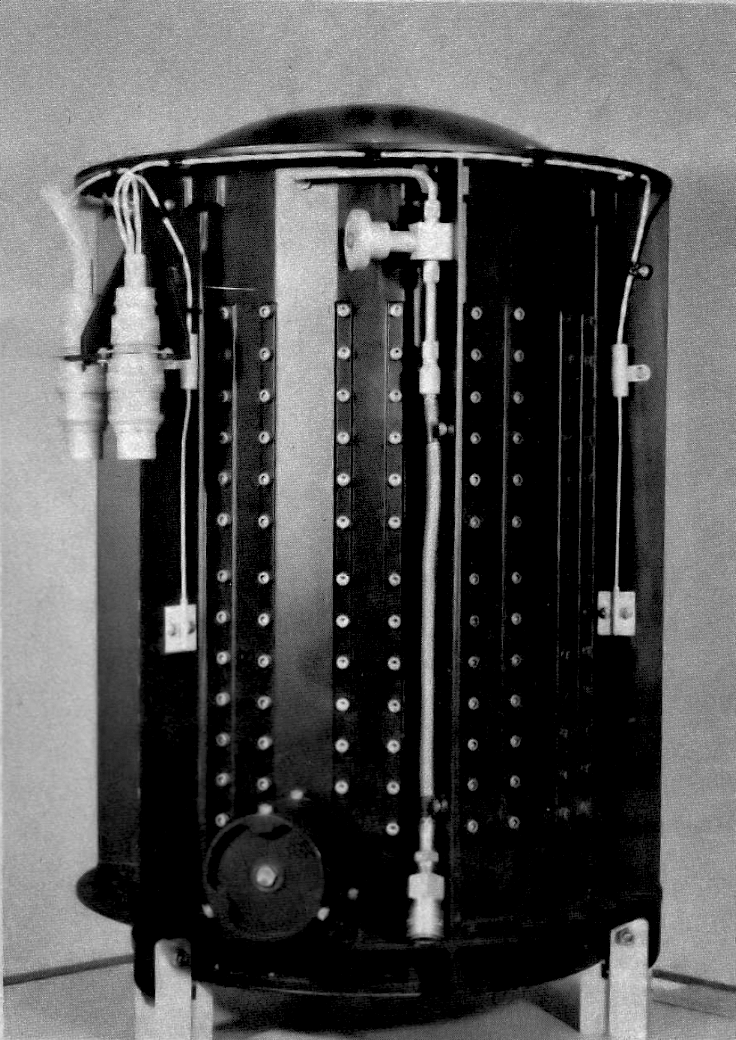
Modelo de una unidad RTG.

#### Computadoras
A diferencia de los demás instrumentos de la Voyager, el funcionamiento de las cámaras para la luz visible no es autónomo, sino que se controla mediante una tabla de parámetros de imagen contenida en uno de los ordenadores digitales, el Subsistema de Datos de Vuelo (FDS). Desde los años 90, la mayoría de las sondas espaciales están equipadas con cámaras completamente autónomas.
El subsistema de comandos informáticos (CCS) controla las cámaras. El CCS contiene programas informáticos fijos, como por ejemplo decodificación de comandos, rutinas de detección y corrección de fallos, rutinas de apuntamiento de antenas y rutinas de secuenciación de naves espaciales. Este ordenador es una versión mejorada del que se utilizó en los orbitadores Viking de la década de 1970.
El Subsistema de Control de Actitud y Articulación (AACS) controla la orientación de la nave espacial (su actitud). Mantiene a la antena de alta ganancia apuntando hacia la Tierra, controla los cambios de actitud y orienta la plataforma de exploración. Los sistemas AACS de ambos Voyager son idénticos.

## Desarrollo de la misión

### Cronología del viaje
| Trayectoria de la Voyager 1 vista desde la Tierra, desviándose de la eclíptica en 1981 a la altura de Saturno y dirigiéndose ahora hacia la constelación de Ofiuco. |

| Fecha      | Evento                                                              |
| ---------- | ------------------------------------------------------------------- |
| 1977-09-05 | Nave espacial lanzada a las 12:56:00 UTC.                           |
| 1977-12-10 | Entrada al Cinturón de asteroides.                                  |
| 1977-12-19 | Voyager 1 rebasa a Voyager 2. (Véase el diagrama)                   |
| 1978-09-08 | Salida del cinturón de asteroides.                                  |
| 1979-01-06 | Comienza la fase de observación de Júpiter                          |
| 1979-03-05 | Encuentro con el Sistema Joviano.                                   |
| 006:54     | Sobrevuelo de Amalthea a 420 200 km.                                |
| 012:05:26  | Aproximación más cercana a Júpiter a 348 890 km del centro de masa. |
| 015:14     | Sobrevuelo de Io a 20 570 km.                                       |
| 018:19     | Sobrevuelo de Europa a 733 760 km.                                  |
| 1979-03-06 |                                                                     |
| 002:15     | Sobrevuelo de Ganímedes a 114 710 km.                               |
| 017:08     | Sobrevuelo de Calisto a 126 400 km.                                 |
| 1979-04-13 | Fin de la fase                                                      |
| 1980-08-22 | Inicio de la fase de observación de Saturno.                        |
| 1980-11-12 | Encuentro con el sistema saturniano.                                |
| 005:41:21  | Sobrevuelo de Titán a 6 490 km.                                     |
| 022:16:32  | Sobrevuelo de Tetis a 415 670 km.                                   |
| 023:46:30  | Aproximación más cercana a Saturno a 184 300 km del centro de masa. |
| 1980-11-13 |                                                                     |
| 001:43:12  | Sobrevuelo de Mimas a 88 440 km.                                    |
| 001:51:16  | Sobrevuelo de Encelado a 202 040 km.                                |
| 006:21:53  | Sobrevuelo de Rea a 73 980 km.                                      |
| 016:44:41  | Sobrevuelo de Hiperión a 880 440 km.                                |
| 1980-11-14 | Fin de la fase                                                      |
| 1980-11-14 | Comienza la misión extendida.                                       |

| Misión extendida | Misión extendida |
| ---------------- | --- |
| 1990-02-14       | Imágenes finales del programa Voyager tomadas por la Voyager 1 para crear el Retrato de Familia del Sistema Solar.                                                                          |
| 1998-02-17       | La Voyager 1 supera a la Pioneer 10 como nave espacial más alejada del Sol, a 69 419 UA. La Voyager 1 se aleja del Sol a una velocidad de más de 1 UA por año más rápido que la Pioneer 10. |
| 2004-12-17       | La sonda superó el frente de choque de terminación a 94 UA y entró en la heliofunda. |
| 2007-02-02       | Finalizadas las operaciones del subsistema de plasma. |
| 2007-04-11       | Calentador del subsistema de plasma terminado. |
| 2008-01-16       | Finalización de las operaciones del experimento de radioastronomía planetaria. |
| 2012-08-25       | La sonda cruzó la heliopausa a 121 UA y entró en el espacio interestelar, convirtiéndose en el primer objeto fabricado por el hombre en salir del sistema solar.                            |
| 2014-07-07       | Nueva confirmación de que la sonda está en el espacio interestelar. |
| 2016-04-19       | Finalizadas las operaciones del Espectrómetro Ultravioleta. |
| 2017-11-28       | Se prueban los propulsores «Maniobra de corrección de trayectoria» (TCM) en su primer uso desde noviembre de 1980.                                                                          |
| 2023-11-14       | Problemas con el ordenador de a bordo impiden enviar datos útiles a la Tierra. Los ingenieros comienzan a planificar y desarrollar una solución.                                            |
| 2024-04-22       | Los ingenieros restablecen la comunicación con la sonda al mover el código fuera de un chip de memoria roto en el FDS.                                                                      |

### Lanzamiento y trayectoria

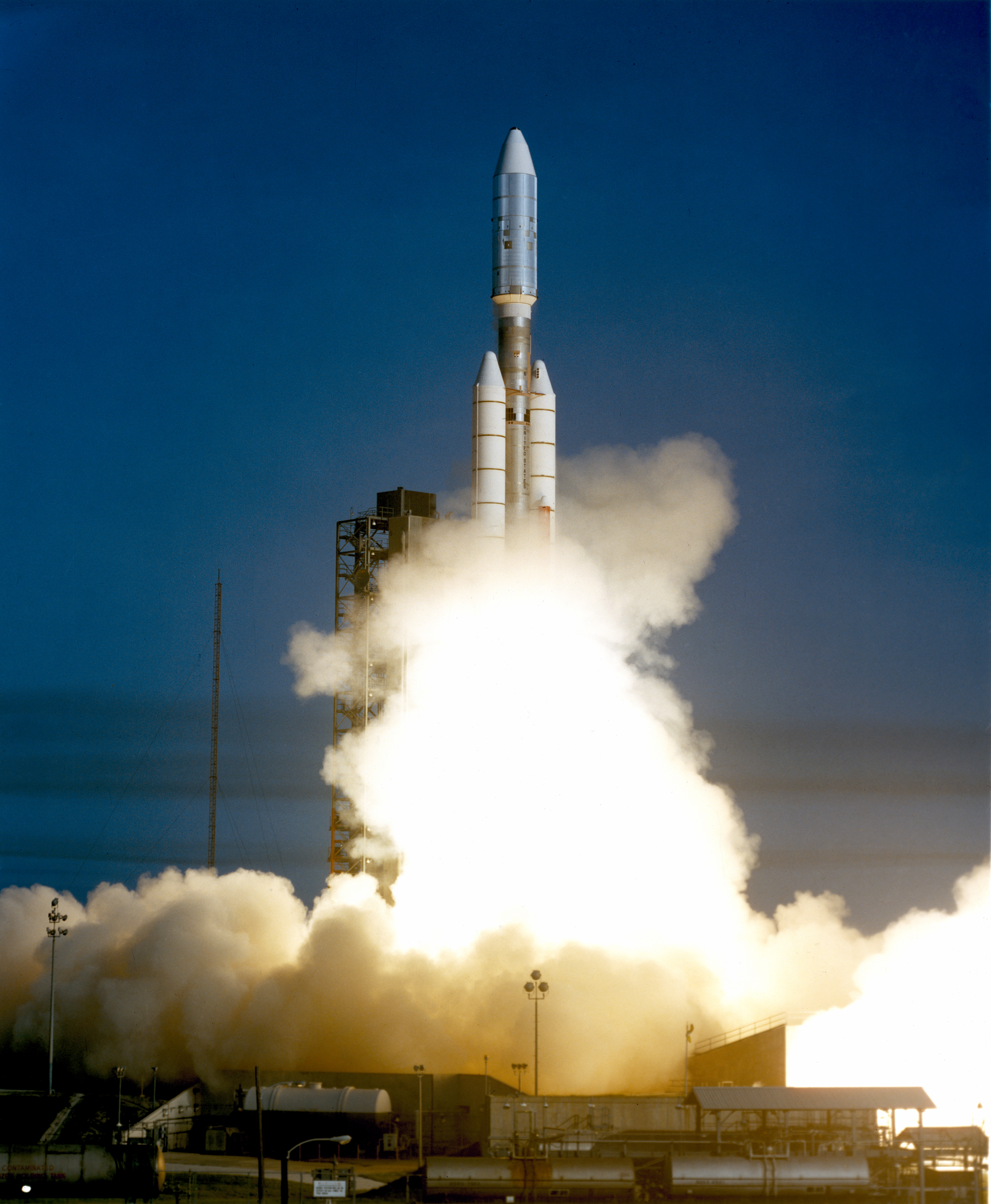
Lanzamiento de la Voyager 1 a bordo de un Titan IIIE.

Animación de la trayectoria de Voyager 1 desde septiembre de 1977 hasta el 31 de diciembre de 1981.
Voyager 1
Tierra
Júpiter
Saturno
Sol

La sonda Voyager 1 fue lanzada el 5 de septiembre de 1977 desde el Complejo de Lanzamiento 41 de la Estación de la Fuerza Aérea de Cabo Cañaveral, a bordo de un cohete Titán IIIE. La sonda Voyager 2 había sido lanzada dos semanas antes, el 20 de agosto de 1977. A pesar de haber sido lanzada después, la Voyager 1 llegó antes tanto a Júpiter como a Saturno, siguiendo una trayectoria más corta.
El lanzamiento de la Voyager 1 estuvo a punto de fracasar porque la segunda etapa LR-91 del Titán se apagó prematuramente, dejando 540 kg de combustible sin quemar. Al detectar la anomalía, las computadoras a bordo de la etapa Centauro ordenaron un encendido mucho más largo de lo previsto para compensar. La Centauro prolongó su propio encendido y fue capaz de proporcionar a la Voyager 1 la velocidad adicional que necesitaba. En el momento de la desconexión, la Centauro estaba a sólo 3,4 segundos de agotar su combustible. Si el mismo fallo se hubiera producido durante el lanzamiento de la Voyager 2 unas semanas antes, la Centauro se habría quedado sin propulsante antes de que la sonda alcanzara la trayectoria correcta. Durante el lanzamiento de la Voyager 1, Júpiter estaba en una posición más favorable en relación con la Tierra que durante el lanzamiento de la Voyager 2.
La órbita inicial de la Voyager 1 tenía un afelio de 8,9 UA (830 millones de millas), apenas por debajo de la órbita de Saturno, que es de 9,5 UA (1331 millones de kilómetros). La órbita inicial de la Voyager 2 tenía un afelio de 6,2 UA (927 millones de kilómetros), considerablemente menor que la de Saturno.

### Júpiter

Animación de la trayectoria de Voyager 1 alrededor de Júpiter
Voyager 1
Jupiter
Io
Europa
Ganymede
Callisto

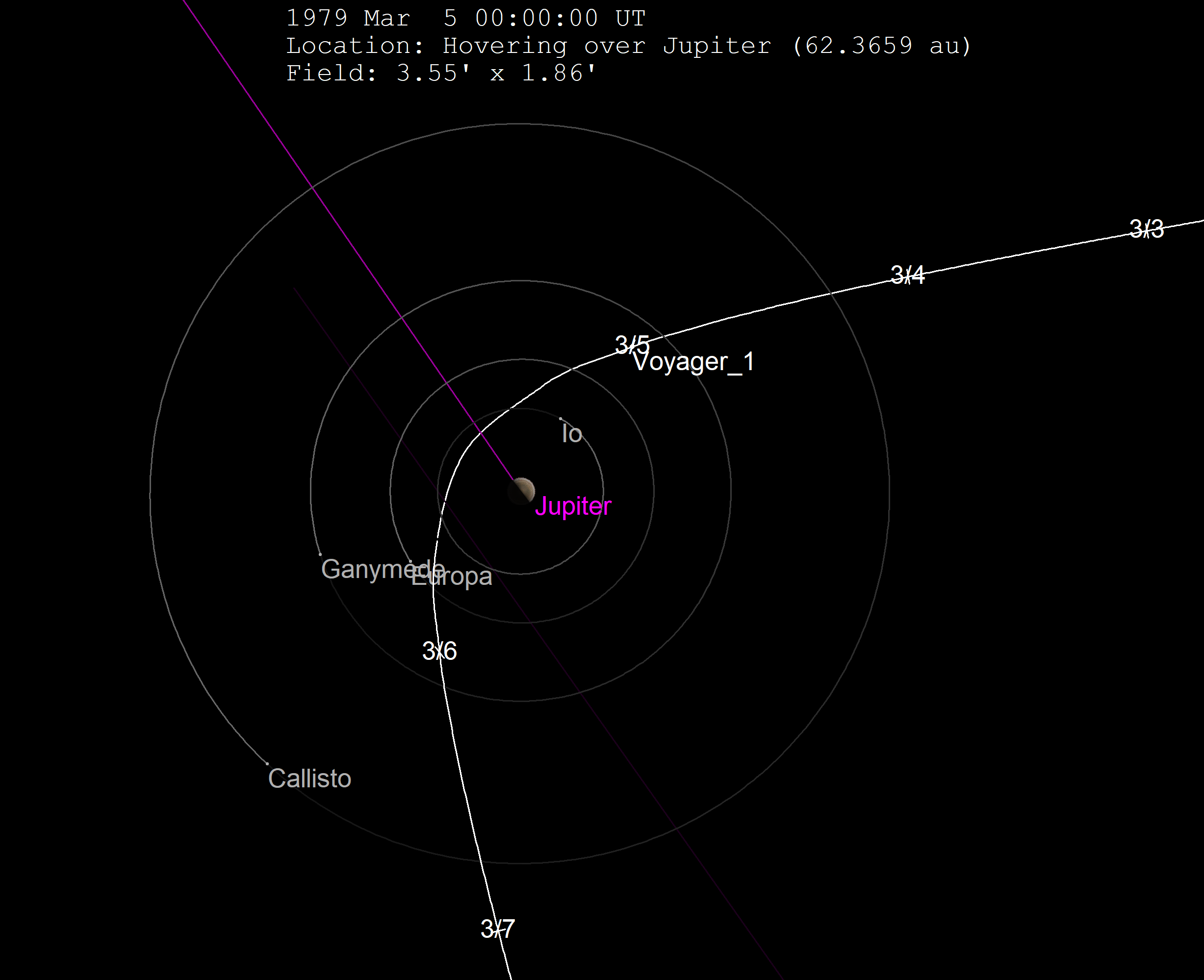
La trayectoria de la Voyager 1 a través del sistema de Júpiter

Voyager 1 empezó a fotografiar a Júpiter en enero de 1979. Su máxima aproximación a Júpiter se produjo el 5 de marzo de 1979, a una distancia de unos 349 000 kilómetros del centro del planeta. Debido a la máxima resolución fotográfica permitida por tal acercamiento, la mayoría de las observaciones de las lunas, anillos, campos magnéticos y el entorno del cinturón de radiación del sistema joviano se realizaron durante las 48 horas que duró la aproximación máxima. Voyager 1 terminó de fotografiar el sistema joviano en abril de 1979.
El descubrimiento de actividad volcánica en la luna Io fue probablemente la mayor sorpresa. Era la primera vez que se observaban volcanes activos en otro cuerpo del Sistema Solar. Parece que la actividad en Io afecta a todo el sistema joviano. Io parece ser la principal fuente de materia que permea la magnetosfera joviana —la región del espacio que rodea al planeta influida por el fuerte campo magnético del planeta—. En el borde exterior de la magnetosfera de Júpiter se detectó azufre, oxígeno y sodio, aparentemente emitidos por los volcanes de Io y expulsados de la superficie por el impacto de partículas de alta energía.
Para fotografiar el planeta Júpiter, la NASA optó por el Sistema Bicolor Simplificado del inventor mexicano Guillermo González Camarena, que era más simple en cuanto a electrónica que el sistema estadounidense NTSC, para una misión a tan larga distancia.
Las dos sondas espaciales Voyager realizaron una serie de importantes descubrimientos sobre Júpiter, sus satélites, sus cinturones de radiación y sus anillos planetarios nunca antes vistos.

Júpiter visto desde la Voyager 1.
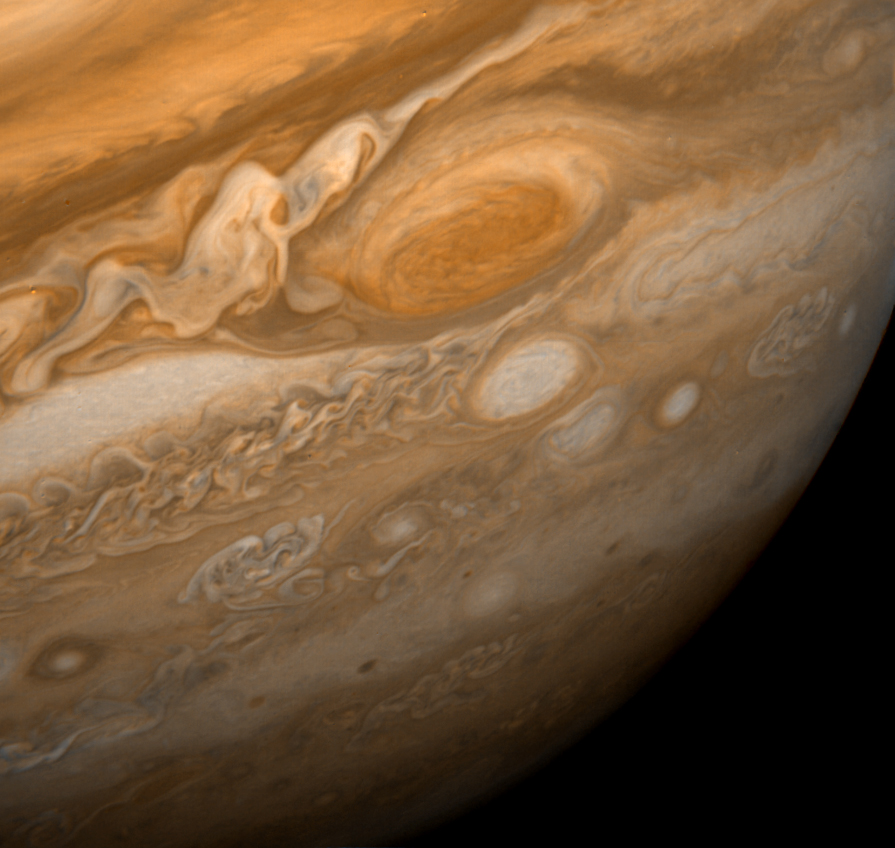
La Gran Mancha Roja de Júpiter, una tormenta anticiclónica de mayor tamaño que la Tierra, vista desde la Voyager 1.
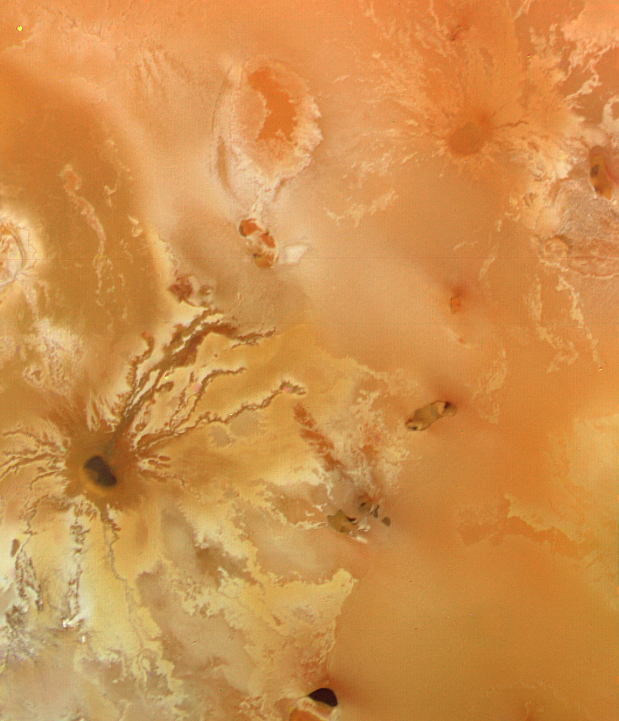
Vista de los flujos de lava rica en azufre que irradian del volcán Ra Patera en Io.
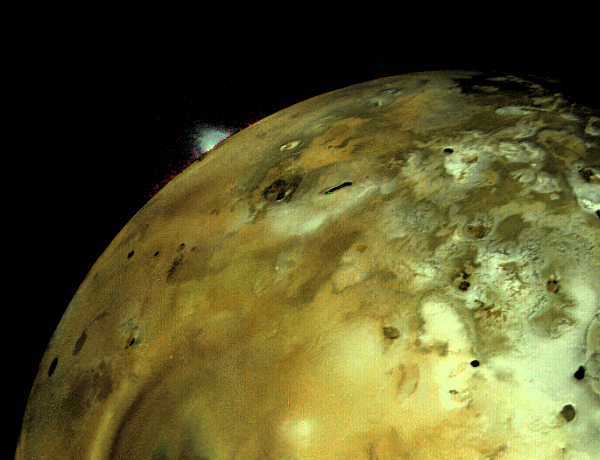
La pluma de erupción del volcán Loki se eleva 160 km sobre el horizonte de Io.
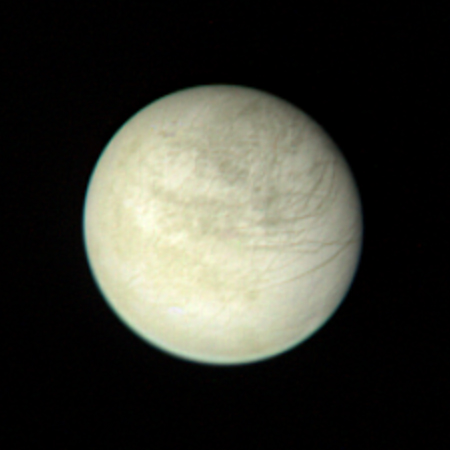
La cara rayada pero sin cráteres de Europa, prueba de una geología activa en la actualidad, a una distancia de 2.8 millones de km.
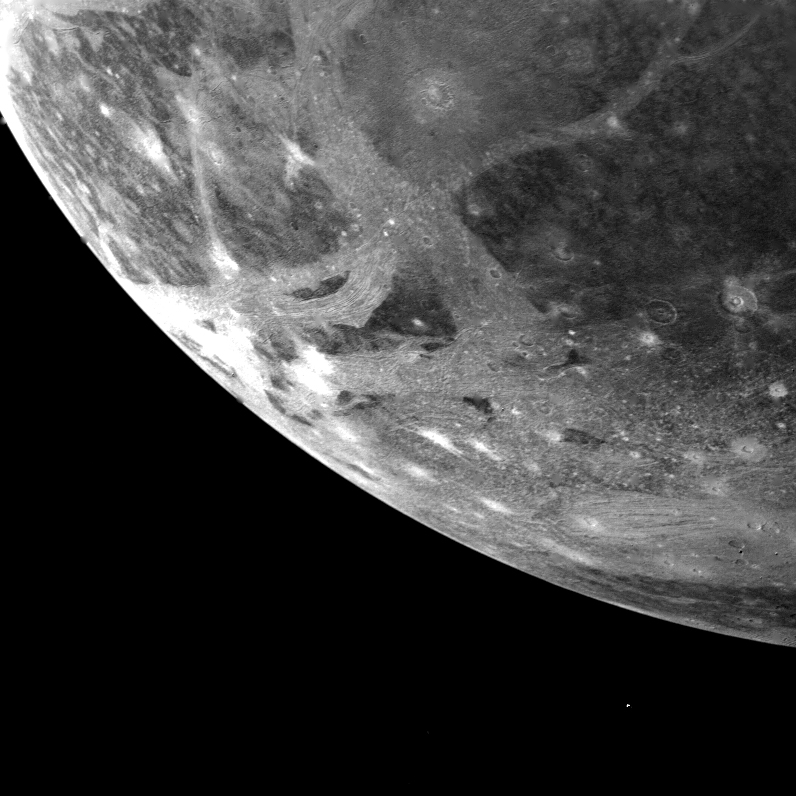
La superficie tectónicamente alterada de Ganímedes, caracterizada por puntos de impacto brillantes, observada desde una distancia de 253 000 km.

- Wikimedia Commons alberga una categoría multimedia sobre Encuentro de Voyager 1 con Júpiter.

### Saturno

Animación de Voyager 1 alrededor de Saturno
Voyager 1
Saturno
Mimas
Encélado
Tetis
Rea
Titán

Las trayectorias de asistencia gravitatoria en Júpiter fueron llevadas a cabo con éxito por ambas Voyager, y las dos naves espaciales visitaron Saturno y su sistema de lunas y anillos. La Voyager 1 se encontró con Saturno en noviembre de 1980, con la aproximación más cercana el 12 de noviembre de 1980, cuando la sonda espacial se acercó a 124 000 kilómetros de la parte superior de las nubes de Saturno. Las cámaras de la sonda espacial detectaron estructuras complejas en los anillos de Saturno, y sus instrumentos de detección remota estudiaron las atmósferas de Saturno y de su luna gigante, Titán.
Voyager 1 descubrió que alrededor del 7% del volumen de la atmósfera superior de Saturno es helio (en comparación con el 11% de la atmósfera de Júpiter), mientras que casi todo el resto es hidrógeno. Dado que se esperaba que la abundancia interna de helio de Saturno fuera la misma que la de Júpiter y la del Sol, la menor abundancia de helio en la atmósfera superior puede implicar que el helio más pesado puede estar hundiéndose lentamente a través del hidrógeno de Saturno; eso podría explicar el exceso de calor que irradia Saturno respecto a la energía que recibe del Sol. Los vientos soplan a gran velocidad en Saturno. Cerca del ecuador, las Voyager midieron vientos de unos 500 m/s. El viento sopla principalmente en dirección este.
Las Voyager encontraron emisiones ultravioletas de hidrógeno similares a auroras en latitudes medias de la atmósfera, y auroras en latitudes polares (por encima de 65 grados). La actividad auroral de alto nivel puede conducir a la formación de moléculas complejas de hidrocarburos que son transportadas hacia el ecuador. Las auroras de latitudes medias, que sólo se producen en regiones iluminadas por el Sol, siguen siendo un enigma, ya que el bombardeo por electrones e iones, conocido por causar auroras en la Tierra, se produce principalmente en latitudes altas. Ambas Voyager midieron la rotación de Saturno (la duración de un día) en 10 horas, 39 minutos y 24 segundos.
La misión de Voyager 1 incluía un sobrevuelo de Titán, la mayor luna de Saturno, de la que se sabía desde hacía tiempo que tenía atmósfera. Las imágenes tomadas por Pioneer 11 en 1979 indicaban que la atmósfera era sustancial y compleja, lo que aumentó aún más el interés. El sobrevuelo de Titán se produjo cuando la nave entraba en el sistema para evitar cualquier posibilidad de que algún daño cerca de Saturno comprometiera las observaciones, y se aproximó a 6400 km, pasando por detrás de Titán, visto desde la Tierra y el Sol. Para determinar la composición, densidad y presión de la atmósfera se utilizaron las mediciones realizadas por Voyager del efecto de la atmósfera sobre la luz solar y las realizadas desde la Tierra de su efecto sobre la señal de radio de la sonda. También se midió la masa de Titán observando su efecto en la trayectoria de la sonda. La densa niebla impidió cualquier observación visual de la superficie, pero la medición de la composición, temperatura y presión de la atmósfera llevó a especular con la posibilidad de que existieran lagos de hidrocarburos líquidos en la superficie.
Debido a que las observaciones de Titán se consideraron vitales, la trayectoria elegida para la Voyager 1 se diseñó en torno al sobrevuelo óptimo de Titán, que la llevó por debajo del polo sur de Saturno y fuera del plano de la eclíptica, poniendo fin a su misión de ciencia planetaria.  Si la Voyager 1 hubiera fracasado o no hubiera podido observar Titán, la trayectoria de la Voyager 2 se habría modificado para incorporar el sobrevuelo de Titán, excluyendo la posibilidad de cualquier visita a Urano y Neptuno pero podría haberse alterado para evitar el sobrevuelo de Titán y viajar de Saturno a Plutón, llegando en 1986.

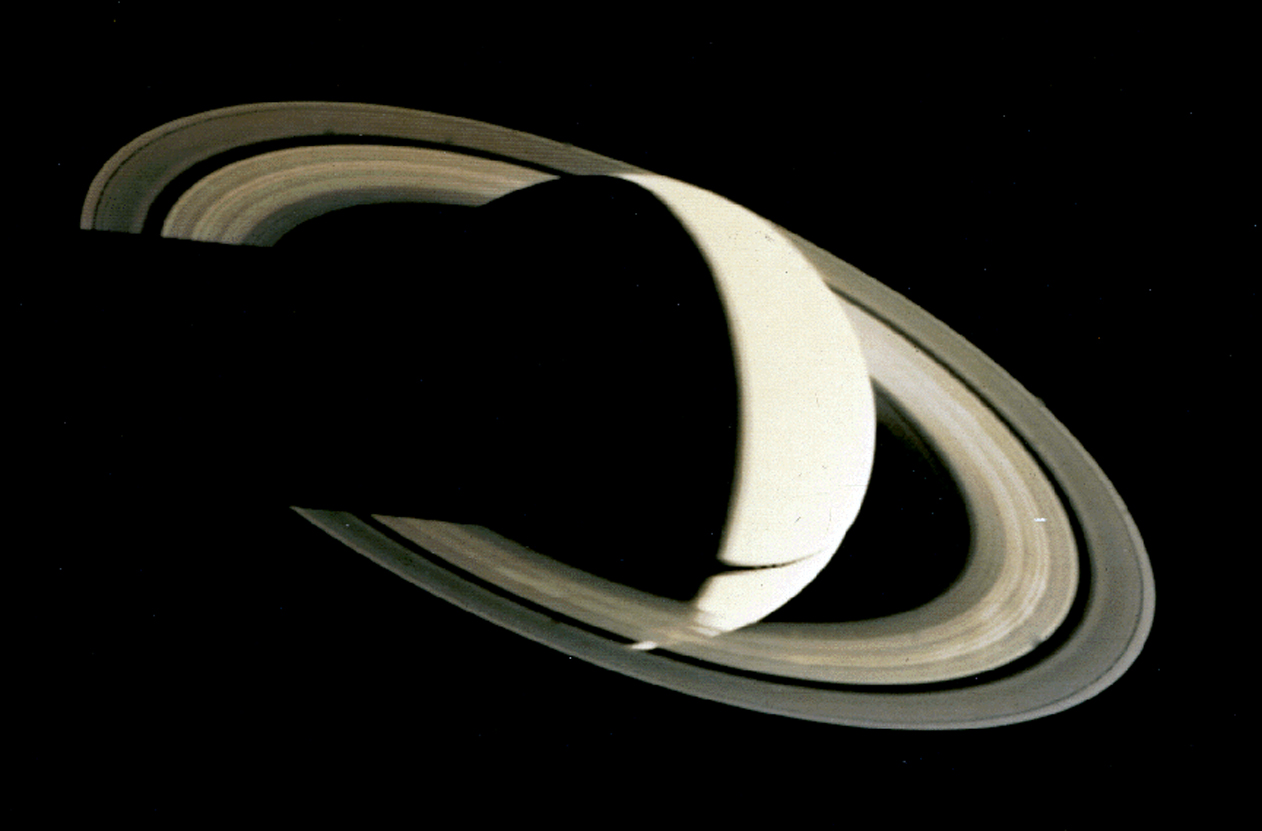
Saturno creciente desde 5.3 millones de km, cuatro días después de la máxima aproximación.
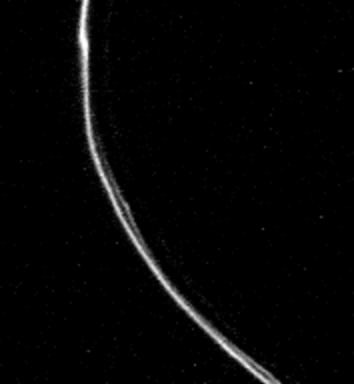
Imagen de Voyager 1 del estrecho, retorcido y trenzado anillo F de Saturno.
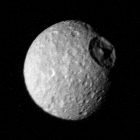
Mimas a una distancia de 425.000 km; el cráter Herschel se encuentra arriba a la derecha.
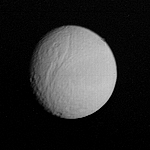
Tetis, con su gigantesca fosa tectónica Ithaca Chasma, a una distancia de 1.2 millones de km.
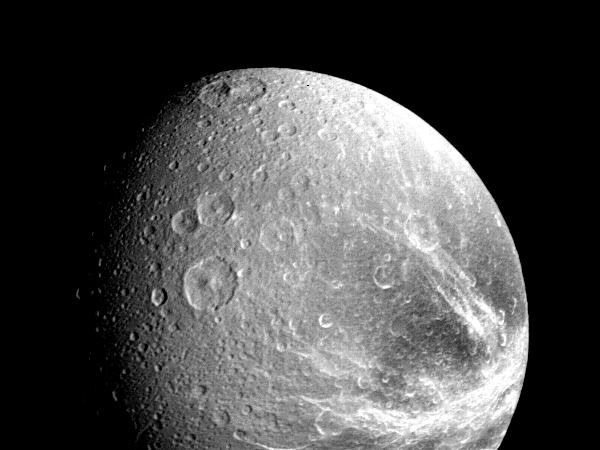
Fractura del «terreno difuso» en el hemisferio trasero de Dione.
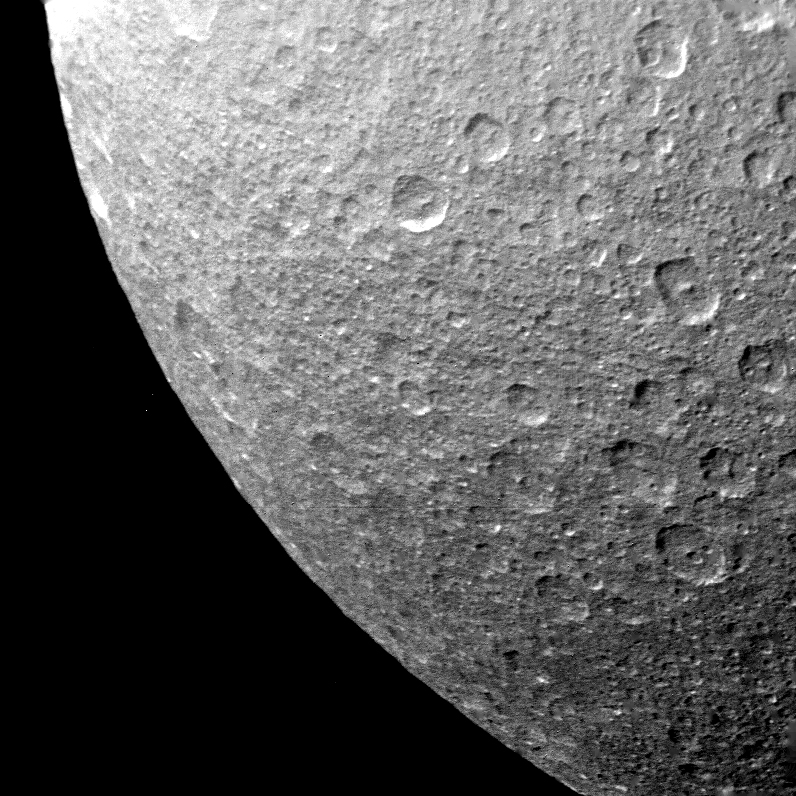
La superficie helada de Rea casi totalmente saturada de cráteres de impacto.
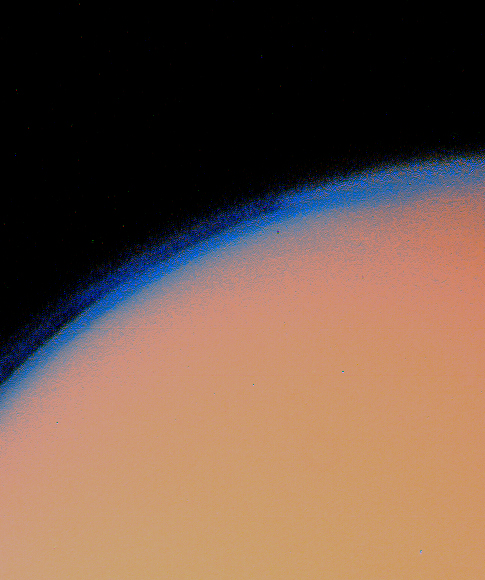
La gruesa capa de neblina de Titán se muestra en esta imagen mejorada de Voyager 1.
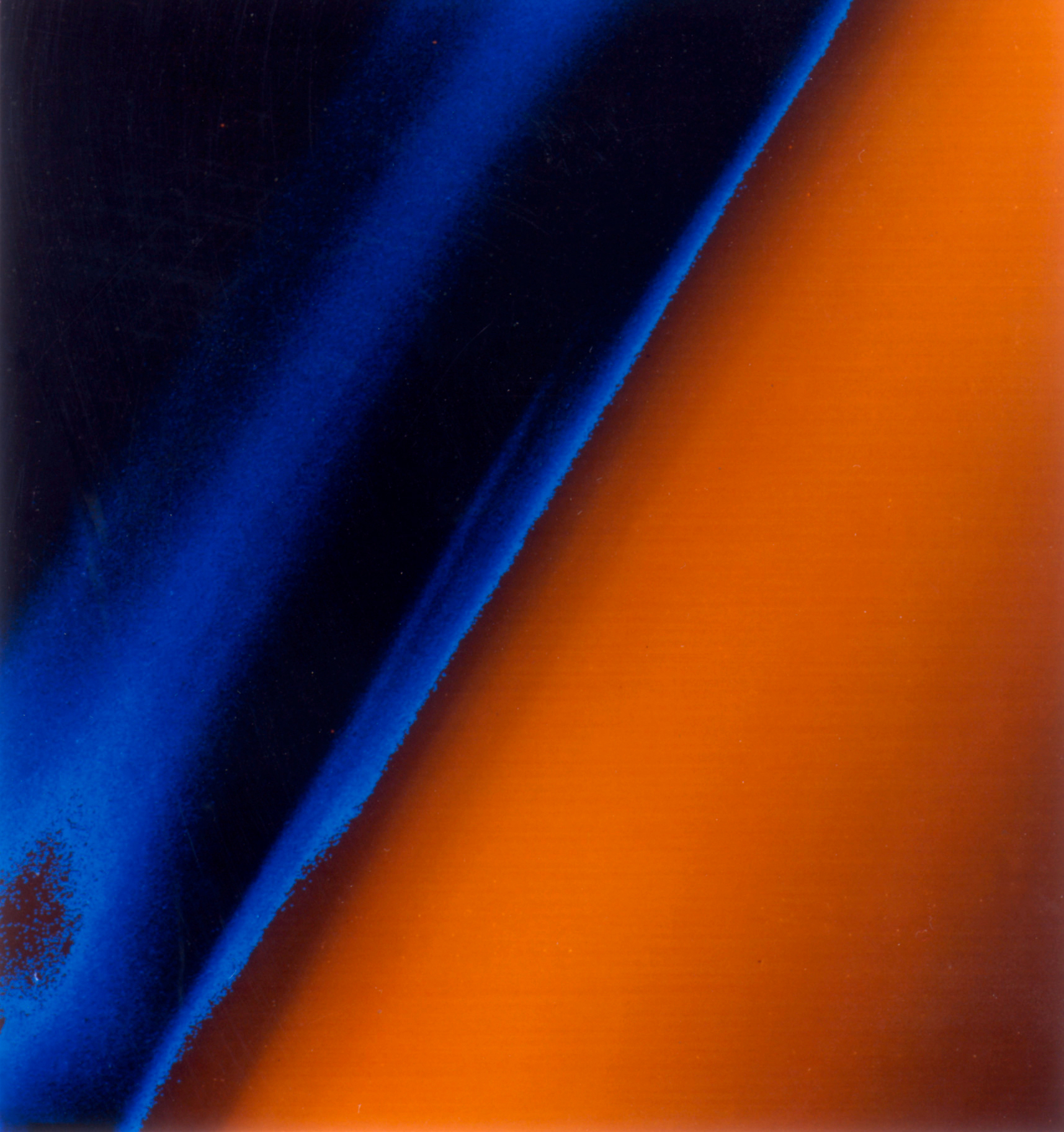
Capas de neblina, compuestas de complejos compuestos orgánicos, cubren el satélite de Saturno Titán.

- Wikimedia Commons alberga una categoría multimedia sobre Encuentro de Voyager 1 con Saturno.

### En los límites del sistema solar
El 17 de febrero de 1998 a las 23:10 (hora europea), la Voyager 1 se encontraba a 10 400 000 000 km de la Tierra, récord establecido una década antes por la sonda Pioneer 10.
En septiembre de 2004, la Voyager 1 alcanzó una distancia de 14 000 millones de kilómetros (93,2 UA, 8700 millones de millas o 13 horas luz) del Sol y es, por lo tanto, el objeto más lejano construido por el ser humano. El 15 de agosto de 2006, la sonda Voyager 1 alcanzó la distancia con respecto al Sol de 100 UA, esto es, casi 15 000 millones de kilómetros. En 2020 alcanzó la distancia de 148 UA.
Se aleja con una velocidad de 3,6 unidades astronómicas (29 minutos-luz) por año del Sol, lo que corresponde a 17 km/s. Medidas exactas apuntan a que la velocidad disminuye muy lentamente de forma imprevista. Las causas de este frenado son objeto de diversas controversias.
En una declaración de prensa, el 24 de mayo de 2005 la NASA declaró que la Voyager 1 había alcanzado, como primer objeto construido por el humano, la zona llamada frente de choque de terminación, y continuará viajando por la región conocida como heliofunda, la última frontera del sistema solar, próxima a la heliopausa.

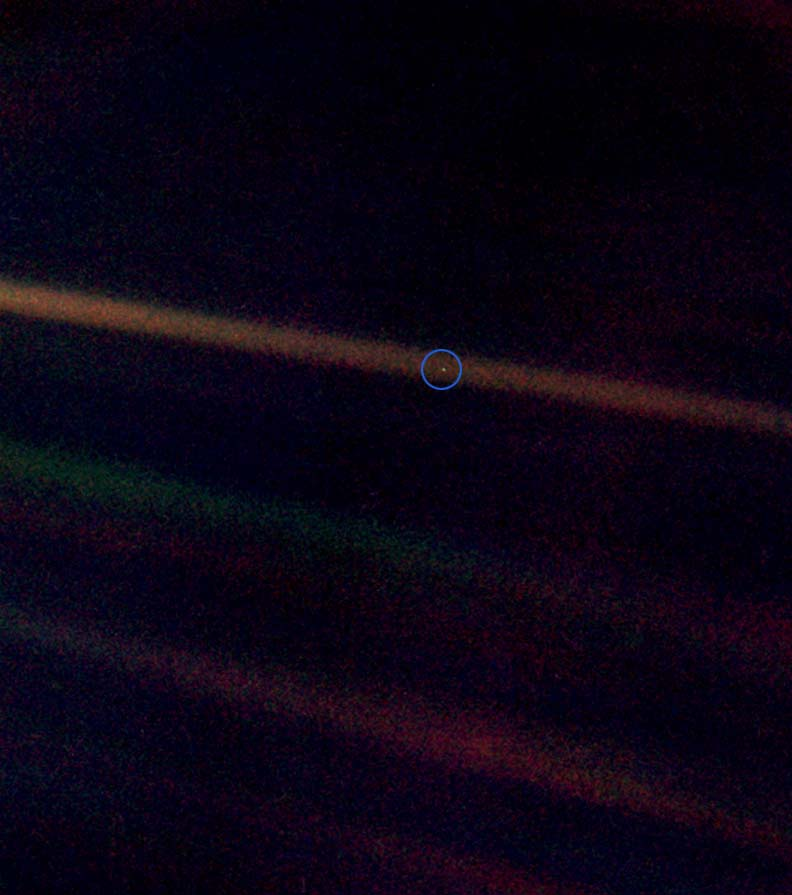
Un punto azul pálido (Pale Blue Dot). Puede observarse la Tierra como un punto de luz situado en la parte central de la imagen. La fotografía fue tomada por el Voyager 1 en febrero de 1990 a una distancia de seis mil millones de kilómetros de la Tierra.

Al viajar muy distante del Sol, para su funcionamiento, la Voyager 1 recibe su energía de tres generadores termoeléctricos de radioisótopos (RTG), que convierten el calor de la desintegración radiactiva del plutonio en electricidad, en lugar de los paneles solares utilizados en otras muchas sondas para viajes interplanetarios. Se estimó que la energía generada por esta pila nuclear bastaría para alimentar los principales sistemas hasta el año 2025. Los datos de degradación del RTG muestran que se ha conservado en mejor estado de lo previsto, por lo que la duración debería ser mayor.
La Voyager 1 lleva consigo en su viaje espacial uno de los dos discos con sonidos de la Tierra Sound of Earth.
El 31 de marzo de 2006, operadores de radio amateur del AMSAT en Alemania rastrearon y recibieron ondas de radio provenientes del Voyager 1 usando una antena parabólica de 20 m (66 pies) en la ciudad de Bochum, con una técnica de integración larga. Los datos fueron comparados y verificados contra los datos de la estación en Madrid, España de la Red del espacio profundo. Se cree que este es el primer intento exitoso de localización del Voyager 1 por aficionados.
En mayo de 2008, el Voyager 1 estaba en 12,45° declinación y a 17 125 horas de ascensión recta, en dirección de la constelación de Ofiuco.

## Misión interestelar

Posición de las sondas interestelares lanzadas desde la Tierra. Voyager 1 no será adelantada por ninguna sonda lanzada hasta ahora.

Ambas sondas Voyager tenían suficiente energía para operar hasta el año 2025.
| AÑO-DÍA               | Término de sus funciones científicas                                                                               |
| --------------------- | --- |
| 14 de febrero de 1990 | Se apagan las cámaras de ángulo amplio y ángulo estrecho del Imaging Science Subsystem (ISS) para ahorrar energía. |
| 2007-032              | Se apaga el Subsistema de Plasma (PLS). En 2007-013 se apaga el calentador de este instrumento.                    |
| 2008-015              | Apagado del experimento de Radioastronomía Planetaria (PRA).                                                       |
| ~FIN 2010             | Apagado de la plataforma de escaneado y las observaciones UV.                                                      |
| ~2015*                | Terminan las operaciones con la cinta de datos (DTR).                                                              |
| ~2016                 | Terminan las operaciones con los giroscopios.                                                                      |
| ~2020                 | Se inicia el apagado selectivo de instrumentos.                                                                    |
| 2025                  | No se puede dar energía a ningún instrumento.                                                                      |

* Las operaciones con la cinta de datos están sujetas a la capacidad de recibir datos a 1,4 kbps a través de la DSN (Red de espacio profundo), pudiendo alargarse en caso de usar una futura red con más sensibilidad.
El 7 de julio de 2009 la Voyager 1 estaba a 109,71 UA (16 414 millones de kilómetros) del Sol, cuando cruzó el frente de choque de terminación entrando en la heliofunda, la zona terminal entre el sistema solar y el espacio interestelar, una vasta área donde la influencia del Sol cede ante las radiaciones de otros cuerpos lejanos de la galaxia. A esta distancia, las señales del Voyager 1 tardaban más de catorce horas en alcanzar el centro de control en el Jet Propulsion Laboratory en La Cañada Flintridge, California.
Desde el 8 de abril de 2011, a 17 490 millones de kilómetros del Sol, detectó un cambio en el flujo de partículas por la cercanía del fin de la heliosfera, que resulta ser ovalada. Los científicos saben que es así debido a la forma en que se comportaba el viento solar al paso de la Voyager. 
Esta corriente de partículas cargadas forma una burbuja alrededor nuestro sistema solar conocido como la heliosfera. El viento se desplaza a velocidad "supersónica" hasta que cruza con una onda de choque llamado choque de terminación. 
A este punto, el viento disminuye drásticamente su velocidad y se calienta en una región llamada la heliopausa. La Voyager ya determinó que la velocidad del viento en su ubicación presente se ha reducido a cero. Esto significa que Voyager ya alcanzó la región donde el viento solar empieza a dar vuelta sobre sí mismo mientras se estrella contra las partículas del espacio interestelar.
El 14 de junio de 2012, la NASA anunció que la Voyager 1 ha informado de un marcado aumento en la detección de partículas cargadas del espacio interestelar, que normalmente son desviadas por los vientos solares dentro de la heliosfera.
Esto es considerado como el borde del sistema solar a una distancia de 120,07 UA (17 860 millones de kilómetros) de la Tierra, ya la sonda comienza a entrar en el espacio interestelar.
El 12 de septiembre de 2013, los científicos de la NASA alcanzaron un consenso basándose en las observaciones que mostraron una brusca disminución de electrones por metro cúbico desde el 25 de agosto de 2012, cuando esta se redujo hasta 0,08 electrones, quedando dentro de las estimaciones que los modelos actuales predicen para más allá del sistema solar, que estaría entre 0,05 y 0,22 electrones por metro cúbico. De esta manera, la Voyager 1 se convierte en el primer objeto creado por el humano en superar la heliopausa y adentrarse en el espacio interestelar.
El 28 de noviembre de 2017, los científicos de la NASA consiguieron corregir la actitud de la trayectoria de la sonda gracias a los propulsores TCM (de «maniobra de corrección de trayectoria») que son iguales que los propulsores de actitud en tamaño y capacidad y están en la parte trasera de la sonda. Desde que la Voyager 1 pasó por Saturno, cuatro décadas antes, no se habían vuelto a usar. La reorientación pudo hacerse mediante pulsos de 10 milisegundos; una maniobra de precisión, sobre todo teniendo en cuenta que las señales de control tardaron 19 horas y 35 minutos en llegar a la sonda.
El 23 de febrero de 2017, a 20 916 millones de kilómetros (137,747 UA, o sea, 19 h y 22 min horas-luz de la Tierra), la sonda se dirige al centro de nuestra galaxia, la Vía Láctea, dejando el espacio dominado por la influencia de nuestro Sol desde el 25 de agosto de 2012 y entrando así en el espacio entre las estrellas, el espacio interestelar.
El 4 de diciembre de 2017, la NASA informó que el equipo de técnicos del VOYAGER 1, trabajando con los propulsores TCM (de corrección de trayectoria), lograron reorientar la antena de alta ganancia hacia la Tierra. Con este procedimiento se espera incrementar la vida útil de la sonda hasta, por lo menos, el año 2025. Desde su lanzamiento, en 1977, estas correcciones de la posición de la nave respecto a la Tierra se hacían con los impulsores de control de actitud, pero estos se han degradado con el paso del tiempo y el continuo uso. Los propulsores TCM, en cambio, estaban inactivos desde hace cuatro décadas, oportunidad en que se utilizaron para maniobrar la nave y apuntar con precisión los instrumentos hacia los planetas estudiados.
El 30 de octubre de 2022 la sonda se encontraba a una distancia de 23 733 708 715 km (158,650043 UA, o sea, 21 h, 59 min, 27 s luz de la Tierra).
El 20 de abril de 2024, tras evitar el uso de un chip defectuoso en el ordenador de a bordo, posiblemente dañado por la radiación interestelar, que hacía que desde el 14 de noviembre del anterior año los datos recibidos desde la sonda fuesen inintelegibles, el equipo encargado de la misión volvió a recibir datos utilizables que le permitieron comprobar el estado y la salud de la sonda. El equipo lo consiguió haciendo que la parte del código almacenado en el chip de memoria FDS dañado fuese distribuido entre el código del resto de chips de memoria.

## Disco de oro de las Voyager

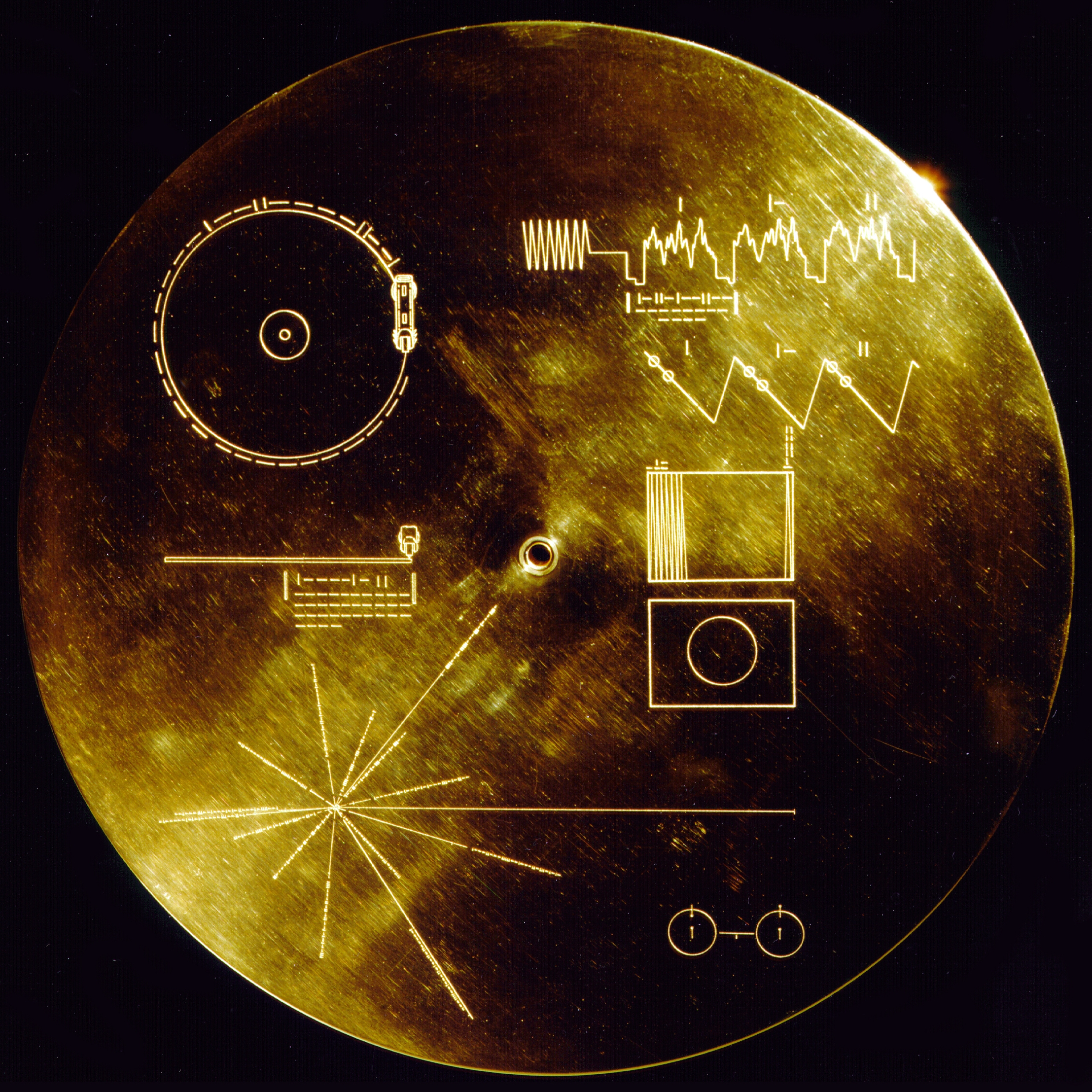
Disco de oro de las Voyager.

El disco de oro de las Voyager (titulado en inglés como "The Sounds of Earth", en español como Sonidos de la Tierra) son dos discos fonográficos de cobre bañado en oro y de 30 cm de diámetro que acompañan a las sondas espaciales Voyager, lanzadas en 1977 y que tardarán 40 000 años en alcanzar las proximidades de la estrella más cercana a nuestro sistema solar.
Como las sondas son muy pequeñas comparadas con la inmensidad del espacio interestelar, la probabilidad de que una civilización que viaja por el espacio se encontrase con ellas es muy pequeña, sobre todo porque las sondas con el tiempo dejarán de emitir cualquier tipo de radiación electromagnética. Si alguna vez se encontrase con una especie extraterrestre, lo más probable es que sea en el momento en que pase por la estrella más cercana en la trayectoria de la Voyager 1, que alcanzará dentro de 40 000 años.